# محصولات انیمیشن تکنی کالر
محصولات انیمیشن تکنی کالر (به انگلیسی: Technicolor Animation Productions) یک شرکت مستقل انیمیشن سازی فرانسوی است که در زمینهٔ انیمیشن فعالیت می‌کند و سازمان مادر آن تکنی‌کالر اس‌ای می‌باشد. از معروف‌ترین کارهای ان می‌توان به انیمیشن آلوین و سنجاب‌ها و انیمیشن سونیک بوم اشاره کرد.